# Arcos de Triunfo de Novocherkask
Los arcos de Triunfo de Novocherkask (en ruso: Триумфальные арки Новочеркасска) son dos monumentos construidos al estilo neoclásico ruso, ubicados al norte y suroeste de la ciudad de Novocherkask, Rusia. Erigidos en 1817, conmemoran la victoria rusa en la guerra patriótica de 1812 contra Napoleón I Bonaparte. Los arcos, únicos de su tipo en el sur de Rusia, forman parte del Patrimonio cultural de importancia federal de Rusia.

## Historia

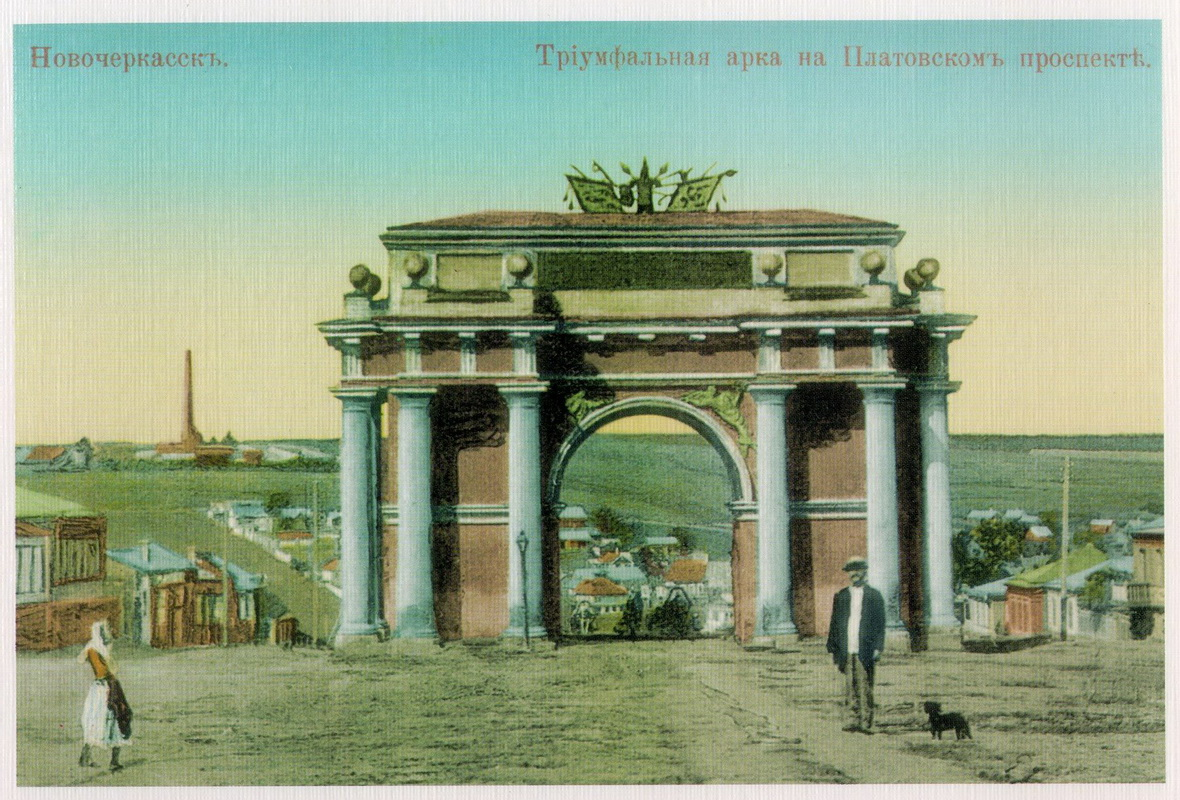
El arco septentrional en un dibujo de principios del

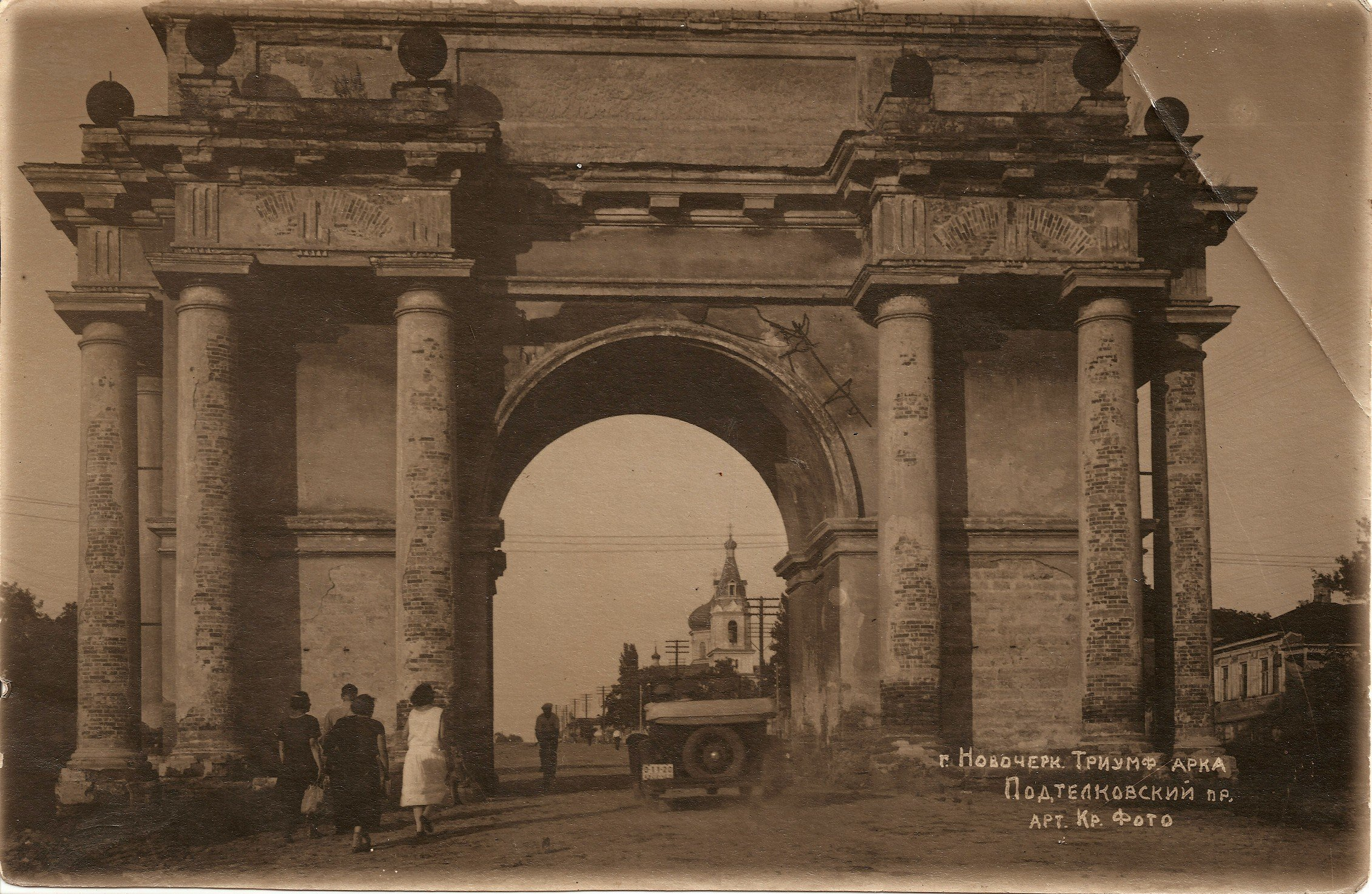
El arco suroccidental a principio de los años 1930

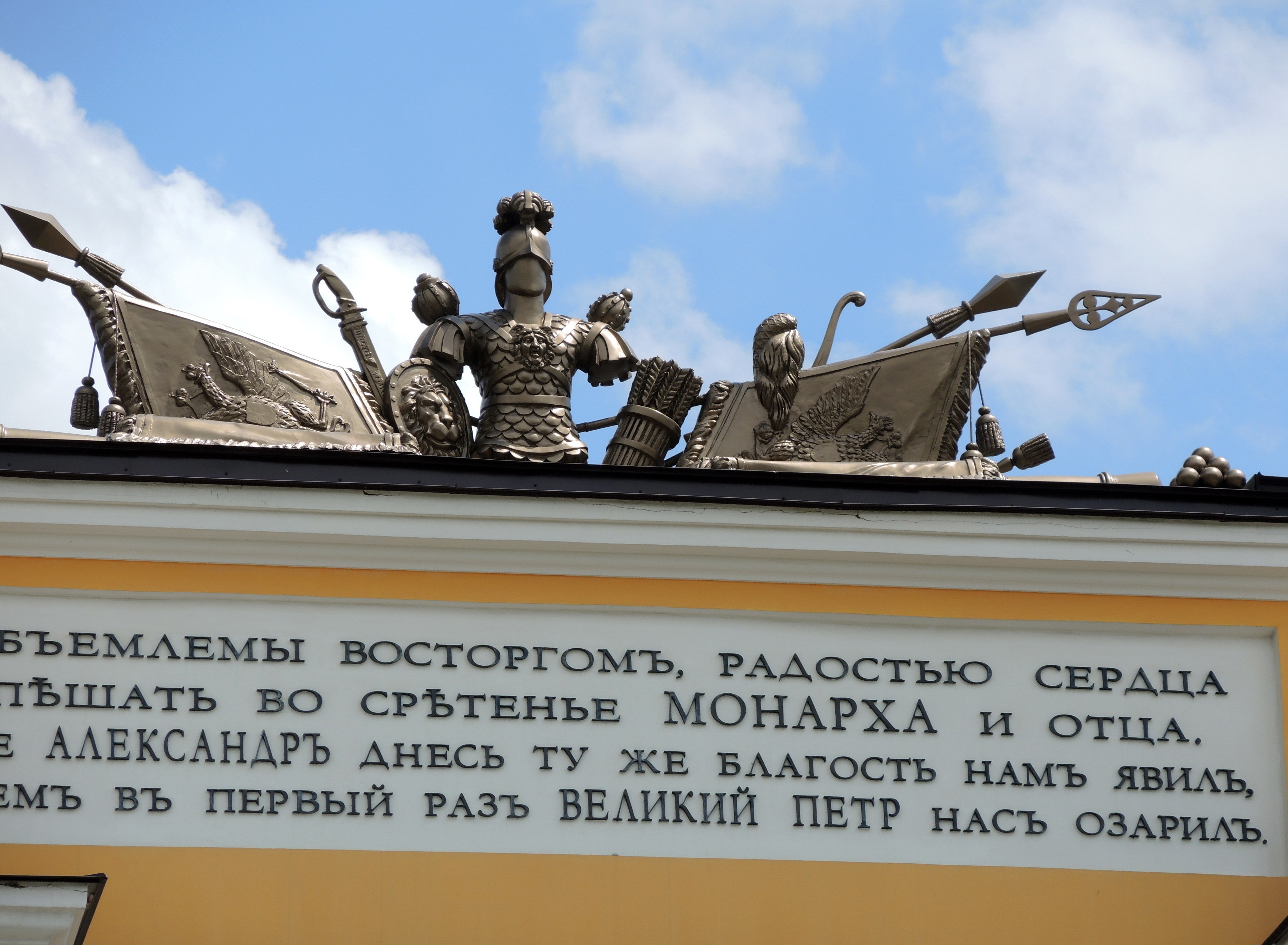
La parte superior del arco septentrional

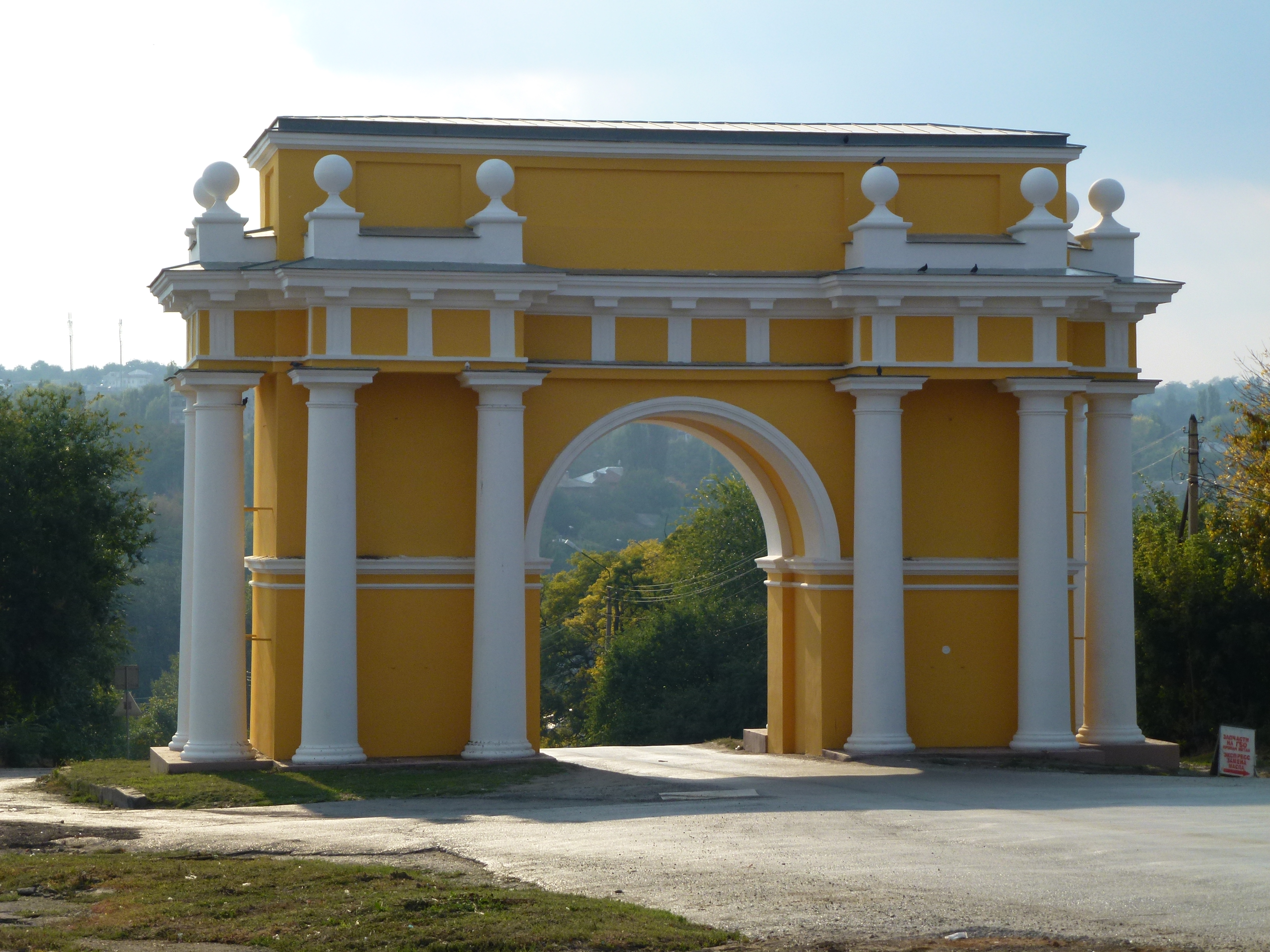
El arco suroccidental (carente de los adornos del arco norte)

Anticipándose a la visita del zar Alejandro I en 1817, el atamán Matvéi Plátov quiso homenajearle con el levantamiento de un arco triunfal que simbolizara la gran contribución de los cosacos del Don a la victoria contra Napoleón. Como no se conocían los planes de viaje del emperador, y dado el tiempo que requeriría la obra en su totalidad, se optó por erigir dos arcos idénticos (evitando tener que desarrollar y aprobar dos planos distintos): uno al norte, en la carretera a Moscú, y el otro al suroeste.
No se sabe con seguridad la identidad del arquitecto o arquitectos que proyectaron y llevaron a cabo la obra. Entre los nombres barajados destacan los hermanos de origen suizo afincados en Rusia Alessandro Rusca y Luigi Rusca, quien más tarde se harían cargo de la construcción de la catedral de la Ascensión de Novocherkask. Durante mucho tiempo, los dos arcos eran el principal atractivo de la ciudad ante la ausencia de otros monumentos arquitectónicos.
Durante el período soviético ambos monumentos fueron descuidados, y la totalidad de sus adornos de bronce desmantelados y fundidos con fines industriales. Adicionalmente, se emitió una prohibición tácita de mencionar el propósito original de los arcos para evitar manifestaciones prozaristas.
En la década de 2000, se llevó a cabo una restauración de los arcos a partir de planos y fotografías históricas. Se restauraron algunos de los elementos decorativos originales y se incorporaron las bolas que coronan las columnas, bajorrelieves y una placa conmemorativa con una explicación del motivo e historia del monumento.

## Arquitectura
Los dos arcos, prácticamente idénticos, fueron diseñados al estilo clásico tardío y neoclásico ruso y construidos en piedra caliza aserrada. Doce columnas dóricas pareadas —cuatro en cada fachada y dos en los costados— enmarcan la estructura y sostienen las cornisas, sobre las cuales se asientan las esferas blancas unidas a sus ejes. Cada dos columnas comparten una cornisa, formando un total de seis elementos idénticos. Como en obras similares, la estructura está rematada por un amplio ático, cuya enlucida superficie comparte el mismo color amarillo-blanco del resto de elementos, excluyendo las columnas y adornos que están resaltados en blanco.

El arco septentrional está adornado con trofeos de bronce que representan el armamento cosaco y sus accesorios militares, entre los que destacan armaduras (cotas de malla), lanzas, estandartes, sables, escudos, cañones y balas de cañón. Como en el arco de Triunfo de San Petersburgo, un carro de 6 caballos voladores llevando a la Victoria alada corona el ático, produciendo en momentos de viento un sonido característico del monumento. Otras dos figuras que representan a Victoria sobrevuelan la puerta. Son precisamente los arcos de Novocherkask los que inspiraron a Vasili Stásov, autor del Arco del Triunfo de Narva (1833) en San Petersburgo. El ático de este arco lleva además un extenso grabado que reza:

Объемлемы восторгомъ, радостью сердца
Спѣшатъ во срѣтенье монарха и отца
Се Александръ днесь ту же благость намъ явилъ
Чѣмъ въ первый разъ Великій Петръ насъ озарилъ

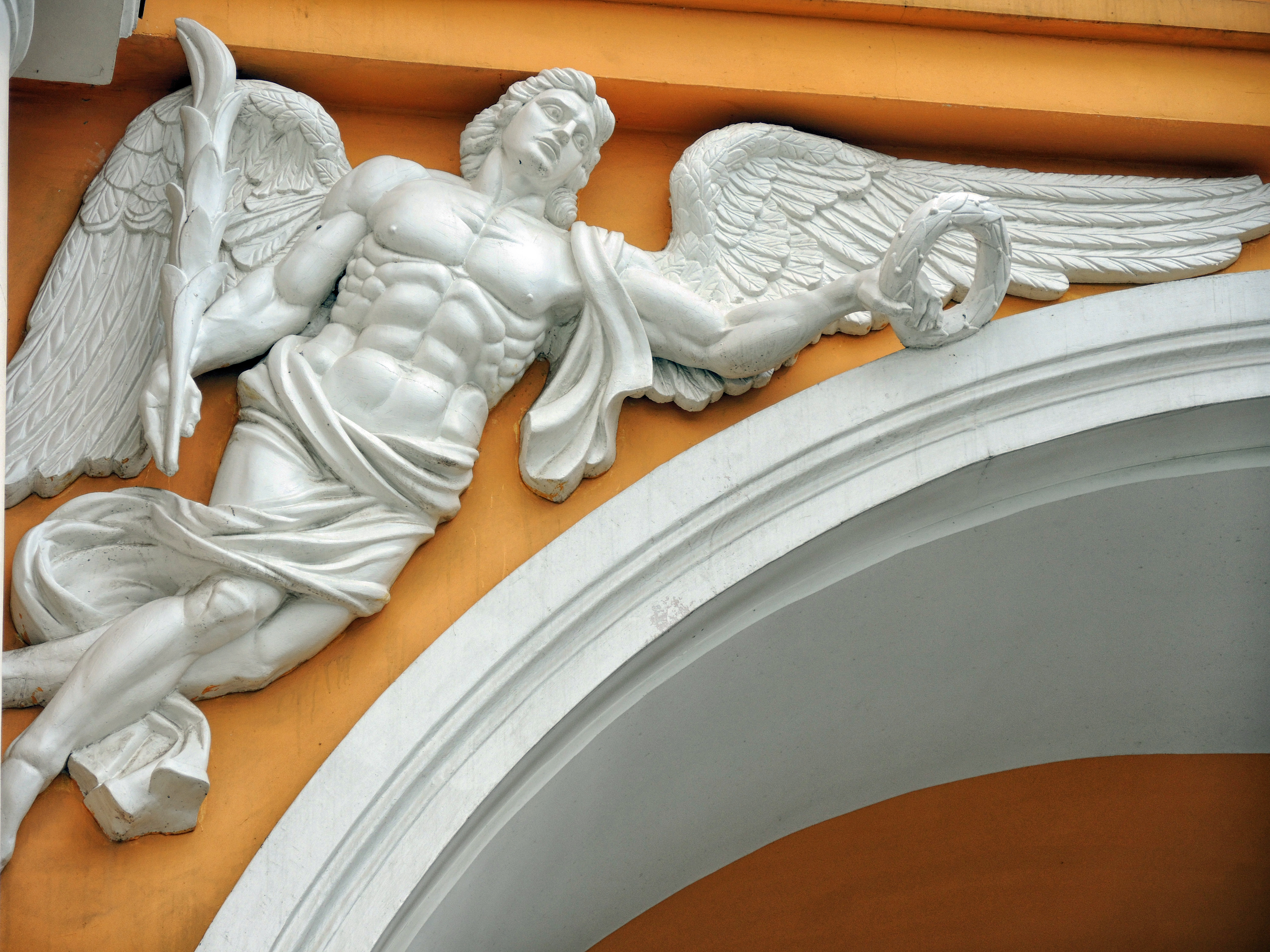
La Gloria en la enjuta del arco norte

Siendo su traducción: "Abrazados por el deleite, la alegría del corazón / Se apresuran a reunirse con el rey y padre / He aquí, Alejandro nos ha mostrado hoy la misma bondad / Como Gran Pedro quien nos mostró la luz por primera vez".
El arco meridional no dispone de estos elementos, siendo una versión "desnuda" del mismo diseño.